# 吴城小龙女
吳城小龍女是北宋時女詞人，《宋史》中有記載之民間傳說人物，有《江亭怨》（又名《荊州亭》）： 

帘卷曲阑独倚，江展暮云无际。泪眼不曾晴，家在吴头楚尾。
 
数点落花乱委，扑鹿沙鸥惊起。诗句欲成时，没入苍烟丛里。

由於其詞受黃庭堅之讚揚, 因此流傳於世（見《词综》、《词谱》及《冷斋夜话》）。